# Aliaksandra Sasnovich
Aliaksandra Aliaksandrauna Sasnovich, nascida em 22 de março de 1994, é uma tenista profissional bielorrussa. Ela alcançou sua melhor classificação de simples no ranking da WTA na 29ª posição em 19 de setembro de 2022 e a 39ª de duplas, em 23 de agosto de 2021. Além disso, ela ganhou onze títulos de simples e sete de duplas no Circuito Feminino da ITF. Ela chegou à semifinal em duplas de um torneio Grand Slam, no US Open de 2019, ao lado de Viktória Hrunčáková [en].

## Vida pessoal e antecedentes
A mãe dela chamada-se Natalia e ela tem uma irmã mais nova chamada Polina. Ela veio de uma família de esportistas. Sua mãe jogou basquete enquanto seu pai jogou hóquei e tênis por 20 anos no circuito sênior. Sasnovich começou a jogar tênis aos nove anos, quando seu pai a apresentou ao esporte. Ela afirmou que seu golpe favorito é o "backhand" na linha, enquanto sua superfície favorita é a quadra dura coberta. Seus torneios favoritos são o US Open e o Stuttgart Open. Sasnovich está estudando para um diploma de cultura física na universidade em Minsk. Ela fala bielorrusso, russo, inglês e um pouco de francês.

## Destaques na carreira

### Fed Cup
Jogando pela Bielorrússia na Billie Jean King Cup, Sasnovich tem um recorde de vitórias e derrotas de 25-16. Este recorde inclui uma sequência de 4 a 0 nas duas primeiras rodadas do Grupo Mundial da Fed Cup de 2017, que impulsionou a Bielorrússia a derrotar a Holanda e a Suíça e os ajudou a chegar à sua primeira final da Fed Cup. Na final contra os Estados Unidos, Sasnovich primeiro perdeu para Coco Vandeweghe em dois sets, mas depois venceu Sloane Stephens. Em uma partida de duplas decisiva, Sasnovich e Aryna Sabalenka perderam para Shelby Rogers e Vandeweghe.

### 2018
Sasnovich começou bem a temporada, alcançando sua primeira final de um torneio Premier no Brisbane International, onde perdeu para a terceira cabeça-de-chave Elina Svitolina.
No Australian Open, ela venceu Christina McHale e Mirjana Lučić antes de perder na terceira rodada para a oitava cabeça-de-chave Caroline Garcia. No Indian Wells Open, ela também chegou à terceira rodada, onde perdeu para Caroline Wozniacki. Ela alcançou a segunda rodada do Miami Open, do Madrid Open e do French Open.
Ela então alcançou a quarta rodada de Wimbledon, seu melhor Grand Slam até aquele momento, incluindo uma vitória sobre a bicampeã de Wimbledon Petra Kvitová. Ela seguiu com vitórias sobre Taylor Townsend e Daria Gavrilova, antes de perder para a ex-semifinalista de Wimbledon, Jelena Ostapenko. Na Moscow River Cup [en], ela chegou às semifinais, onde perdeu para a eventual campeã  Olga Danilovic.
No US Open, ela derrotou a número 11 do mundo, Daria Kasatkina, para chegar à terceira rodada, mas depois perdeu para a eventual campeã Naomi Osaka com uma "bicicleta" (placar de 6-0, 6-0). Ela terminou o ano nas quartas-de-final na Kremlin Cup depois de registrar uma vitória sobre uma das top 10, Kiki Bertens na segunda rodada, perdendo para Johanna Konta.

### 2019
Na primeira semana do ano, Sasnovich venceu Elina Svitolina, uma das top 10, e chegou às quartas de final, onde perdeu para Donna Vekic. Na semana seguinte, ela teve outra vitória entre as top 10, exatamente sobre a então número 10 do mundo, Daria Kasatkina, e chegou à semifinal do Sydney International, onde perdeu para Petra Kvitová. No Australian Open, ela alcançou pela segunda vez consecutiva a terceira rodada, desta vez perdendo para Anastasia Pavlyuchenkova. No Madrid Open, ela derrotou a nº 15 do mundo, Anett Kontaveit, na primeira rodada, mas depois perdeu para a nº 1 do mundo, Naomi Osaka, na terceira rodada. Ela terminou o ano no Open de Limoges, um evento WTA Challenger, perdendo para Ekaterina Alexandrova na final. Em duplas, ela alcançou a terceira rodada do Australian Open, as quartas de final do Aberto da Itália e então alcançou sua primeira semifinal de Grand Slam no US Open. Lá, ao lado de Viktória Kužmová [en], ela perdeu para Victoria Azarenka / Ashleigh Barty.

### 2020
Na primeira metade do ano, Sasnovich não produziu resultados significativos. Após cinco meses de ausência do tênis devido à pandemia de COVID-19, ela jogou no Palermo Ladies Open, onde chegou às quartas de final, mas perdeu a partida para Petra Martic. No US Open, ela derrotou a número 19 do mundo, Markéta Vondroušová, e chegou à terceira rodada, na qual perdeu para Yulia Putintseva. Na semana seguinte, ela disputou a Istanbul Cup, onde chegou às quartas de final. Depois de perder na segunda rodada do Aberto da França em simples, ela chegou às quartas de final em duplas, ao lado de Marta Kostyuk. Ela terminou o ano chegando às quartas de final no Linz Open.

### 2021
Sasnovich chegou à terceira rodada em Wimbledon pela segunda vez em sua carreira, derrotando Serena Williams, que se retirou da partida, na primeira rodada, e Nao Hibino na segunda rodada.
No Indian Wells Open, Sasnovich derrotou a atual campeã do US Open e 17ª cabeça-de-chave, Emma Raducanu, na segunda rodada em sets diretos. Ela continuou derrotando outra campeã do Grand Slam e ex-nº 1, Simona Halep, na rodada seguinte.

### 2022
Vinda da qualificatória, Sasnovich chegou à final do Melbourne Summer Set 2, onde perdeu para Amanda Anisimova. Ela derrotou duas jogadoras cabeças-de-chave, Clara Tauson e  Ann Li, no caminho para a final. No Australian Open, ela perdeu para a vinda da qualificatória  Zheng Qinwen, na primeira rodada.
No Aberto da França, ela derrotou Emma Raducanu pela segunda vez em oito meses para avançar para a terceira rodada neste Major pela primeira vez em sua carreira, completando assim sua sequência de terceiras rodadas em todos os torneios do Grand Slam. Ela deu um passo adiante derrotando a 21ª cabeça-de-chave Angelique Kerber para chegar à quarta rodada.

### 2023
O primeiro semestre foi bastante discreto na campanha de Sasnovich. Ela não passou da primeira ou segunda rodada a não ser no Libema Open onde chegou à semifinal que perdeu em sets diretos para Ekaterina Alexandrova.
Já no segundo sementre, nas quadras duras, ela chegou à terceira rodada do Western & Southern Open a qual perdeu para  Qinwen Zheng. Na sequência, os melhores desempenhos de Sasnovich foram duas oitavas de final, uma em Cleveland e outra em San Diego, nas quais perdeu para Ekaterina Alexandrova e  Emma Navarro respectivamente, ambos os jogos em sets diretos. Ela finalizou essa etapa da temporada chegando à segunda rodada em Guadalajara, onde perdeu para a terceira cabeça de chave Caroline Garcia em um jogo de três sets.
Sasnovich iniciou a etapa asiática, participando da qualificatória do Aberto da China onde perdeu na primeira rodada  para Laura Pigossi em jogo de três sets. No torneio seguinte, em Hong Kong, ela perdeu para Beatriz Haddad Maia em uma "batalha" de 3 horas e meia na primeira rodada da chave principal.

### 2024
Sasnovich teve um início de temporada discreto. Tentou o Brisbane International mas não passou pela qualificatória. Já no Adelaide International ela passou pela qualificatória, mas foi derrotada na primeira rodada da chave principal por Taylor Townsend em sets diretos. Depois disso, partiu para o Australian Open, no qual não passou da primeira rodada. No giro do Oriente Médio, tentou o Abu Dhabi Open, mas não passou pela qualificatória. O mesmo aconteceu tanto no Qatar quanto em Dubai. No giro americano, ela não passou pela qualificatória em Indian Wells, chegou à segunda rodada do Fifth Third Charleston 125, e também não conseguiu passar pela qualificatória em Miami.
Sasnovich iniciou a temporada em quadras de saibro tentando o Porsche Tennis Grand Prix, onde passou pela qualificatória, mas perdeu para Sachia Vickery na primeira rodada da chave principal em sets diretos. Tentou o Aberto de Madri, mas não passou pela qualificatória. No Catalonia Open, perdeu na primeira rodada para a eventual vice-campeã Mayar Sherif em jogo de três sets. Seu desempenho melhorou bastante no Aberto de Roma, onde passou pela qualificatória, e na chave principal, venceu Anna Karolína Schmiedlová na primeira rodada, e Ekaterina Alexandrova na segunda, mas perdeu para Angelique Kerber na terceira, todos esses jogos em sets diretos. Logo em seguida, no Trophée Clarins foi eliminada na primeira rodada por Katie Volynets em sets diretos. Depois disso, tentou o Aberto da França, mas não passou pela qualificatória.
Sasnovich começou a temporada em quadras de grama tentando o Libéma Open, no qual passou pela qualificatória mas perdeu para a cabeça de chave N° 1, Jessica Pegula, na primeira rodada em sets diretos. Em seguida, tentou o Berlim Ladies Open, mas não passou pela qualificatória. Em Wimbledon, também não passou pela qualificatória.
De  volta às quadras de saibro, Sasnovich participou do Hungarian Grand Prix onde, depois de passar por Viktoriya Tomova, por Maria Timofeeva, por Suzan Lamens [en] nas quartas de final e por Anna Karolína Schmiedlová na sua semifinal, enfrentou Diana Shnaider na final, jogo que perdeu em sets diretos, ficando com o vice-campeonato.

## Galeria

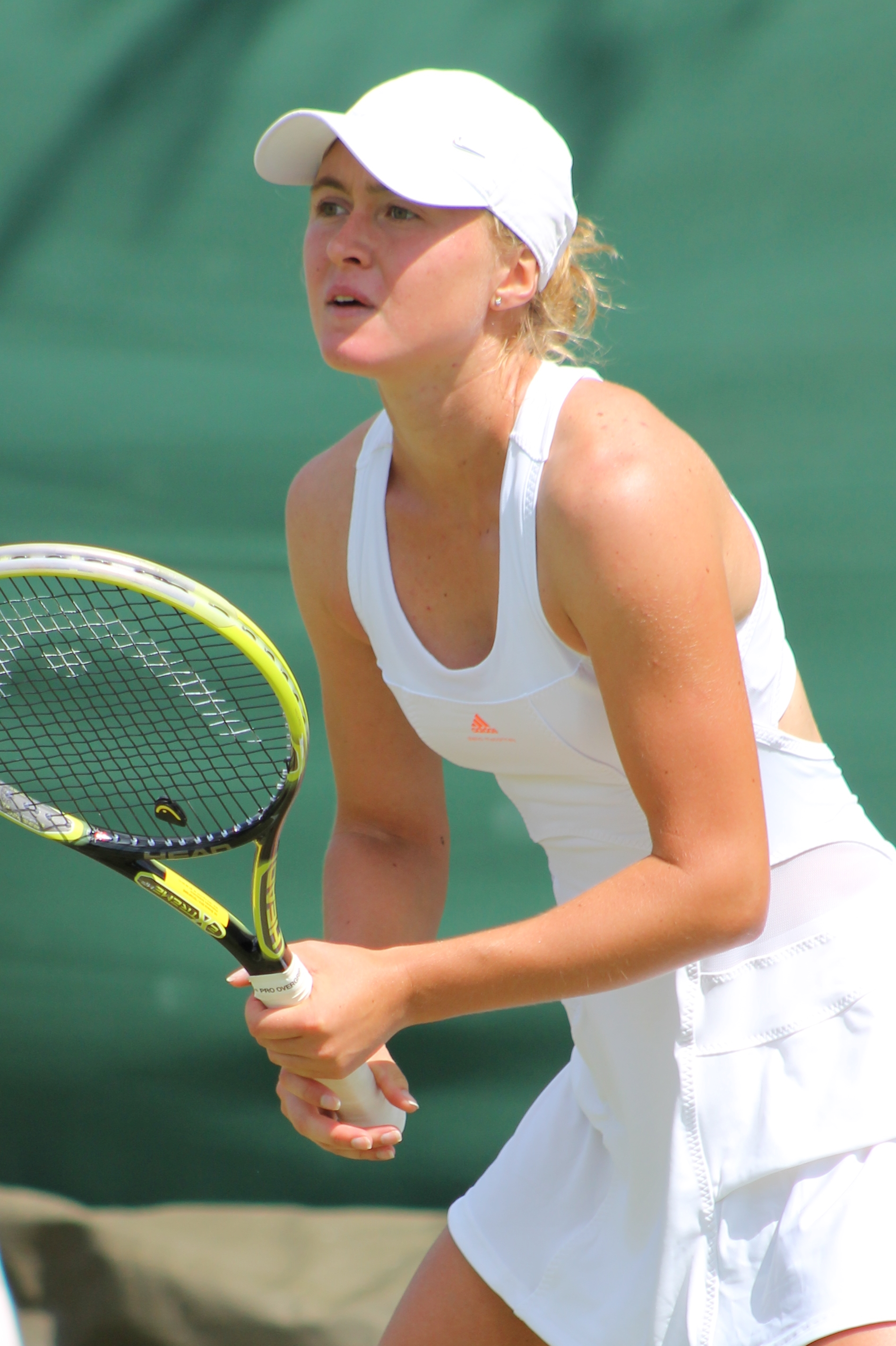
Wimbledon, 2014.
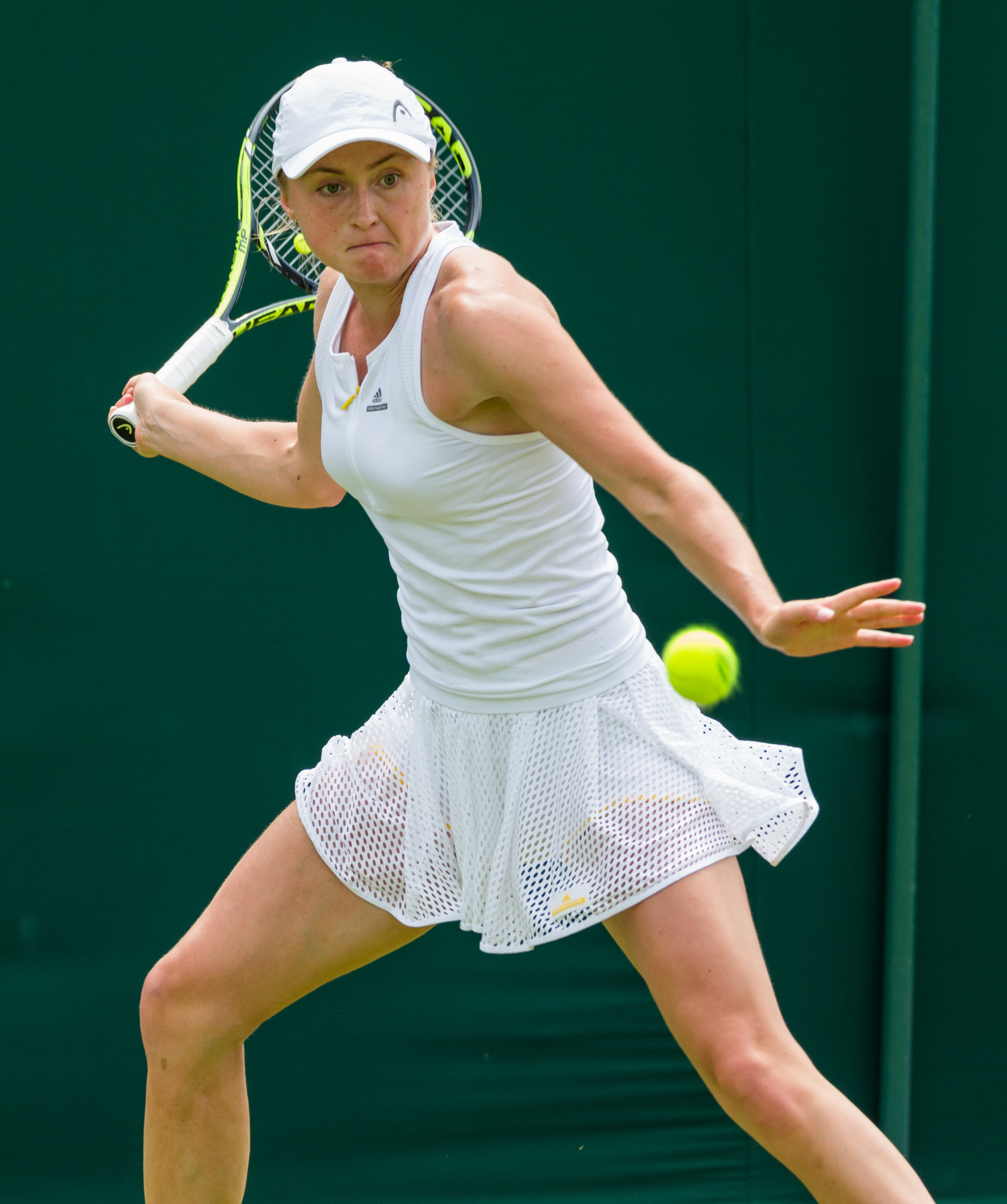
Wimbledon, 2015.
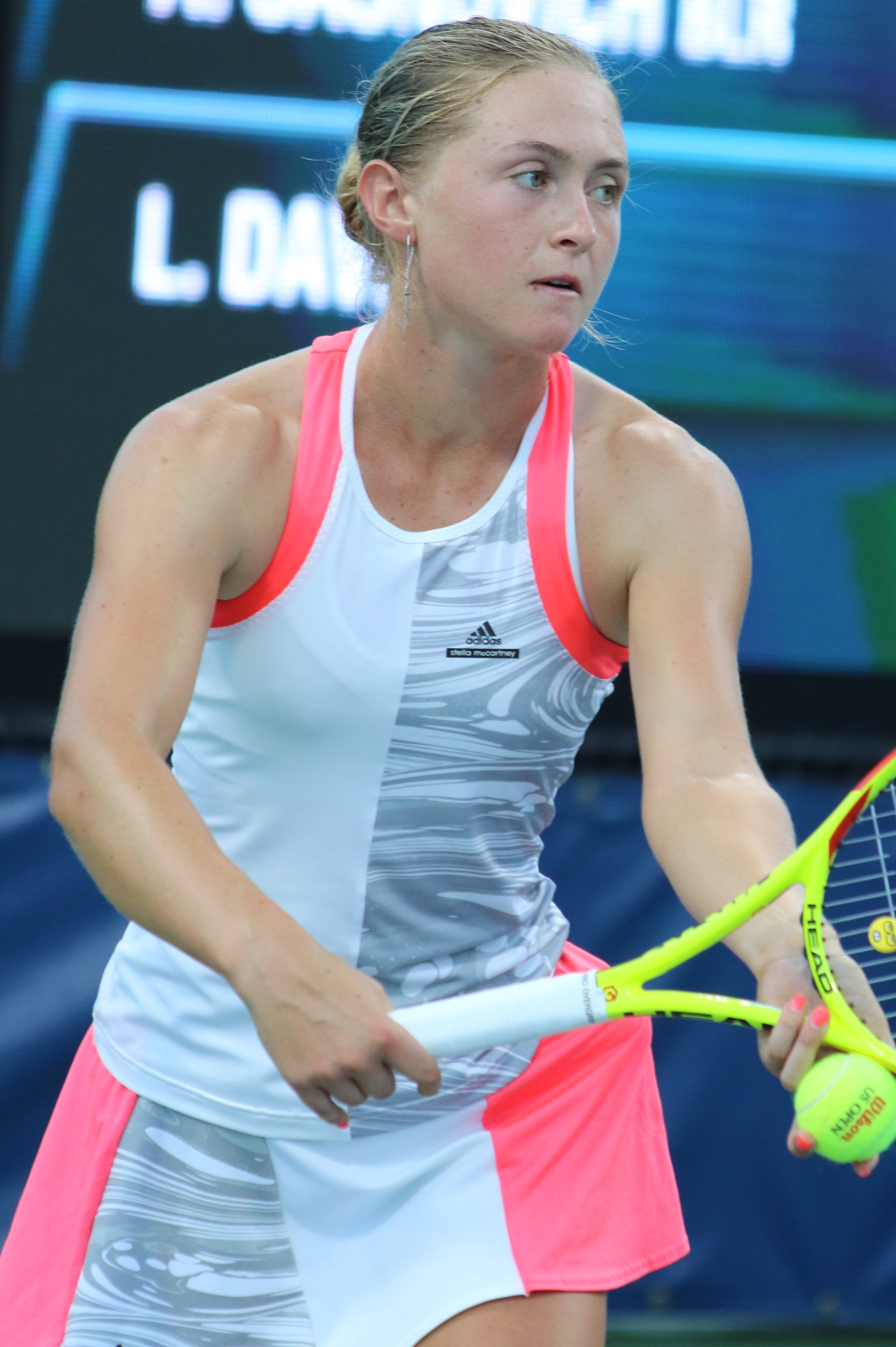
US Open, 2016.
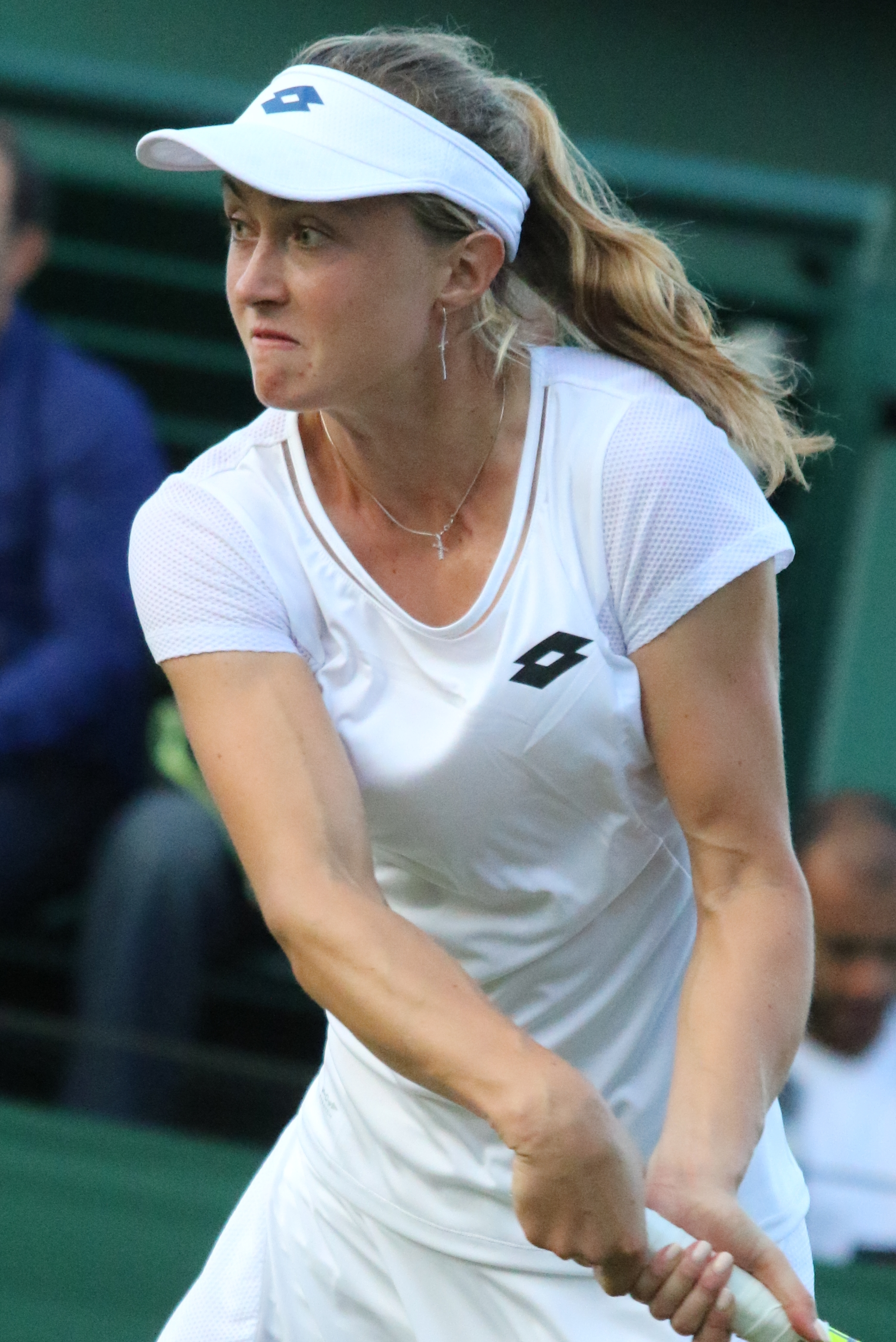
Wimbledon, 2017.
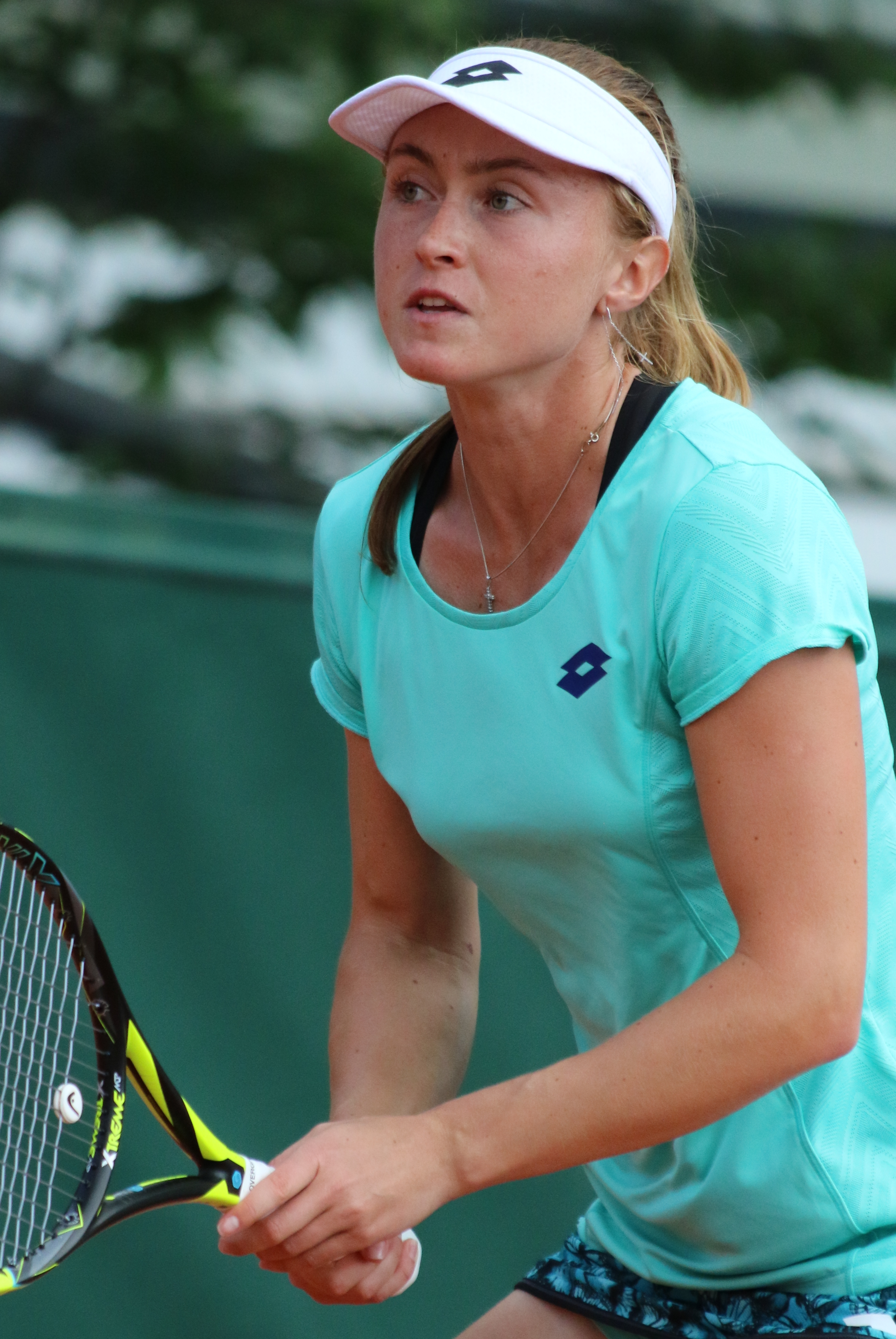
Roland Garros, 2018.
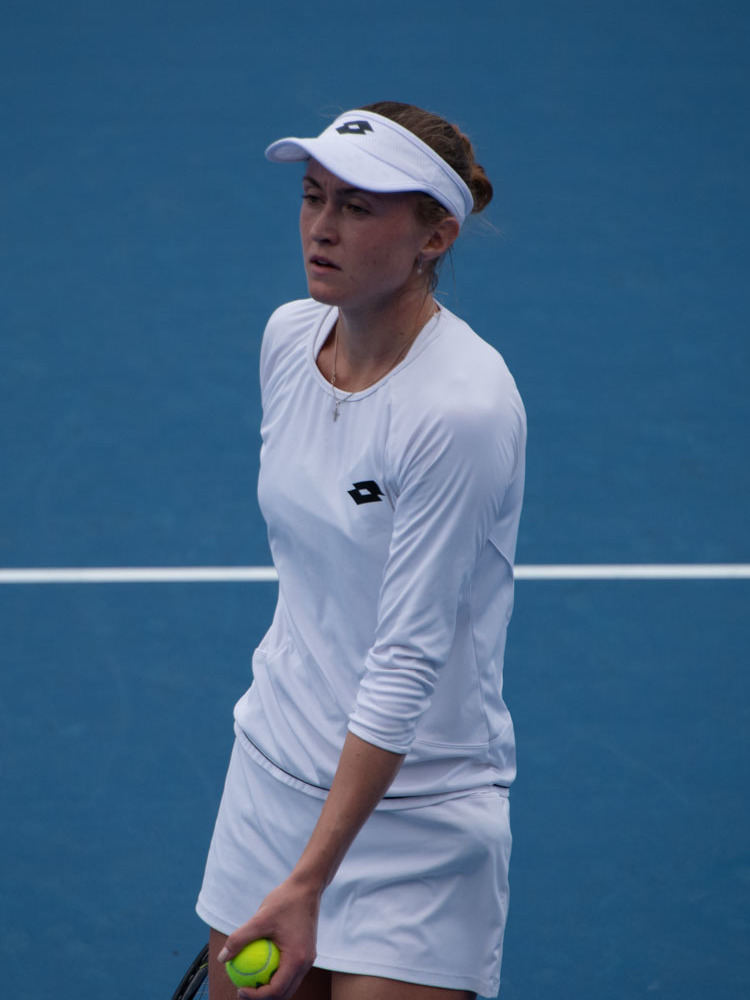
Sydney, 2019.

## Finais do WTA Tour

### Simples: 1 (1 vice)
| Legenda                                      |
| -------------------------------------------- |
| Grand Slam (0–0)                             |
| WTA Tour (0–0)                               |
| Tier I / Premier Mandatory & Premier 5 (0–0) |
| Tier II / Premier (0–0)                      |
| Tier III, IV & V / International (0–1)       |

| Títulos por Piso |
| ---------------- |
| Duro (0–1)       |
| Grama (0–0)      |
| Saibro (0–0)     |
| Carpet (0–0)     |

| Resultado | N. | Data             | Campeonato                       | Piso | Oponente           | Placar   |
| --------- | -- | ---------------- | -------------------------------- | ---- | ------------------ | -------- |
| Vice      | 1. | 27 Setembro 2015 | Korea Open, Seuul, Coreia do Sul | Duro | Irina-Camelia Begu | 3-6, 1-6 |